# Xã Springfield, Quận Fayette, Pennsylvania
Xã Springfield (tiếng Anh: Springfield Township) là một xã thuộc quận Fayette, tiểu bang Pennsylvania, Hoa Kỳ. Năm 2010, dân số của xã này là 3.043 người.